# Orlando di Lasso
Roland de Lassus, o Roland de Lattre, noto comunemente come Orlando di Lasso (Mons, 1532 – Monaco di Baviera, 14 giugno 1594), è stato un compositore fiammingo.

## Biografia

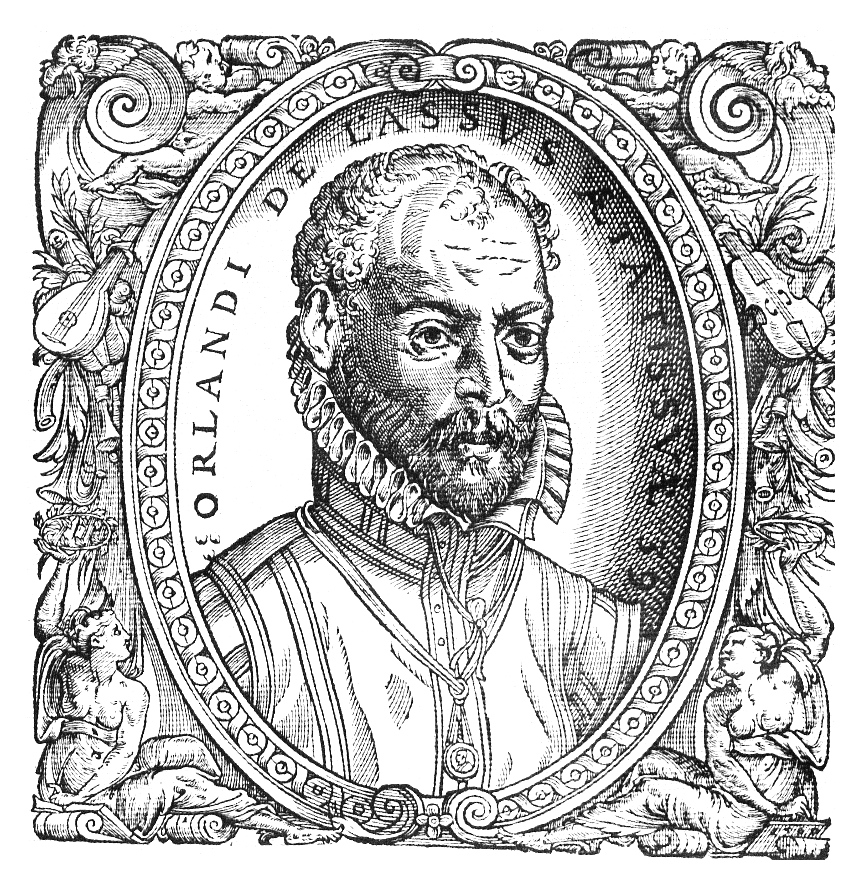
Orlando di Lasso

Orlando di Lasso è considerato uno dei massimi compositori di musica polifonica del Rinascimento. Fanciullo è cantore nella chiesa di san Nicola, a Mons, Hainaut (allora nella Piccardia fiamminga, oggi in Belgio). Viene assunto al servizio di Ferrante Gonzaga, viceré di Carlo V in Sicilia, con il quale viaggia tra Francia ed Italia (Mantova, Milano ed in Sicilia) nel 1544. 
Dal 1549 al 1552 è a Napoli al servizio del marchese D'Azzia della Terza. Poi dal 1553 al 1554 a Roma, ospite dell'arcivescovo Bindo Altoviti, diventa maestro di cappella alla Cappella musicale Pia Lateranense della basilica di San Giovanni in Laterano, dove incontra Giovanni Pierluigi da Palestrina già attivo alla Cappella Giulia. Tornato nelle Fiandre nel 1555 non ritroverà più i genitori. Si trasferisce ad Anversa partecipando alla vita culturale della città, e fa pubblicare le sue prime raccolte di madrigali e mottetti. Nel 1556 si reca a Monaco di Baviera al servizio del duca Alberto V di Baviera, prima come tenore e poi divenendo dal 1563 maestro di cappella. Di questo periodo i sette Psalmi Davidis poenitentiales, destinati ad essere conosciuti brevemente in tutta Europa. Come era costume dell'epoca, presso le corti europee come quella di Alberto, si stipendiavano i cantori e gli strumentisti migliori; in futuro dall'orchestra del teatro di corte deriverà la Bayerisches Staatsorchester. 
Nel 1558 sposa Regina Waeckinger, giovane figlia di una dama della corte di Monaco. Nel ruolo di Kapellmeister, oltre a servire il duca negli affari quotidiani, viaggia nei Paesi Bassi, in Germania, in Boemia ed ancora in Italia (si hanno notizie di lui nel 1567 e 1574) per comprare strumenti musicali, partiture e convincere cantori e strumentisti a seguirlo presso il ducato bavarese.
La sua popolarità comincia a delinearsi, con buona parte dei lavori vecchi e nuovi in stampa nelle Fiandre, in Francia, in Germania ed Italia: nel 1556 Antonio Gardano pubblica a Venezia i suoi madrigali a cinque voci.
Gli vengono tributate importanti onorificenze, cosa non frequente per un musicista: è infatti nobilitato dall'Imperatore Massimiliano II e nel 1574 creato Cavaliere dello Speron d'oro da Papa Gregorio XIII (al quale papa dedicherà Patrocinium musices).
Assai stimato dal duca Alberto V Wittelsbach e dal figlio Guglielmo V Wittelsbach, anche per la loro amicizia, declina le offerte della corte di Parigi e di Dresda, rimanendo fino alla morte a Monaco, e potendo contare nel lavoro, sull'aiuto dei figli Ferdinand, Rudolf ed Ernst.
Orlando di Lasso, insieme al figlio Rodolfo, compone alcune versioni dei Salmi di Caspar Ulenberg, le cui melodie sono basate essenzialmente sul Salterio ginevrino. Molte delle sue composizioni vengono pubblicate dal collega ed editore Tielman Susato, che agevolerà la diffusione della sua musica in Europa.
Nel 1585, di ritorno da un pellegrinaggio a Loreto, visiterà Ferrara, dove ha modo di ascoltare le novità musicali italiane, senza esserne particolarmente influenzato e manifestando nelle tarde composizioni un conservatorismo stilistico.
Nei ultimi anni di vita Lasso ha problemi di salute soffrendo anche di una certa malinconia ipocondriaca, e saltuariamente continuerà a comporre. Poco prima della morte dedicherà a Papa Clemente VIII il ciclo di composizioni, le Lagrime di S. Pietro, aggiungendo ad esse un mottetto a sette voci, Vide homo quae pro te patior. Viene sepolto nel 1594 presso il cimitero (oggi non più esistente) della chiesa del Salvatore dei Francescani a Monaco di Baviera.
Tra i suoi allievi va ricordato Johannes Eccard.
La sua produzione fu vasta, comprendendo 58 messe da quattro ad otto voci, 546 mottetti sacri e profani da due a dodici voci, 101 magnificat da quattro a sei voci, 10 falsi bordoni a cinque voci, 32 inni da quattro a cinque voci, 9 lamentazioni di Geremia a quattro voci, 5 lezioni a quattro voci, 14 litanie da quattro a dieci voci, 12 Nunc dimittis da quattro a sette voci, 8 officia a cinque voci, 4 passioni da quattro a cinque voci, 29 responsori da due a cinque voci, 187 madrigali italiani da cinque a dieci voci, 33 villanesche da tre ad otto voci su testi in lingua italiana e dialettali, 93 lieder spirituali e profani in lingua tedesca, 146 chansons in lingua francese da tre ad otto voci.
La scelta dei testi musicati in gioventù (Petrarca, Ariosto, Bembo, Sannazaro e Tansillo) fa emergere la piena coscienza inerente allo spirito umanistico del suo tempo. Lasso seppe rendere con abilità il pathos del mottetto in latino, al pari della frivolezza della chanson francese e delle villanelle alla napoletana di Giovanni Domenico da Nola, nelle modalità di scrittura polifonica. In gioventù venne influenzato dalla musica italiana, e in seguito il suo stile si completò con l'approfondimento della scuola franco-fiamminga. In quanto al contrappunto non ebbe rivali e solo Palestrina gli si può avvicinare, benché Lasso preferisca procedere per blocchi armonici, non disdegnando l'espressione delle linee melodiche, e contrapponendo un senso ritmico di forte originalità e spessore. Generalmente viene ricordato come conservatore e semplificatore nel gettare le basi dell'armonia, anche se a fine carriera nonostante la salute non buona, si troverà pronto ad affrontare le novità inerenti al cromatismo tipico del primo Seicento (vedasi le Prophetiae Sybillarum, pubblicate postume). Sempre dai maestri fiamminghi eredita caratteri  e stilemi tipicamente di contrasto tra agglomerati di suoni distinti intonati dalle voci superiori, rispetto a quelle inferiori.